# Koordinacijska veza
Koordinacijska veza (ponekad koordinativna veza; donorska veza) je kovalentna kemijska veza kompleksnog kemijskog spoja kod koje zajednički elektronski par potječe od samo jednog atoma. Kod obične kovalentne veze atomi dijele vezne elektrone, no kod koordinacijske veze oba vezna elektrona potječu od jednog atoma. Atomi povezani koordinacijskom vezom često odstupaju od pravila okteta.

## Nastajanje
Uzmimo kao primjer molekulu sumporne kiseline ({\displaystyle {\ce {H2SO4}}}): ukupan broj elektrona u zadnjoj ljusci svih atoma iznosi {\displaystyle 2\cdot 1+1\cdot 6+4\cdot 6=32}. Kada elektrone podijelimo po atomima i vezama (2 elektrona tvore jednostruku kovalentnu vezu), pa simuliramo homolitičko cijepanje tih veza (po jedan elektron iz veze pridružimo svakom povezanom atomu), tad će po dva kisika imati parcijalni naboj -1, a sumpor će imati parcijalni naboj +2 (prva slika dolje). Kako bi se naboji izjednačili, svaki kisik će donirati jedan elektronski par (dva elektrona iz zadnje ljuske) kako bi stvorio još jednu vezu sa sumporom i time izjednačio naboje (druga slika). Dvije veze koje formira kisik zovu se koordinacijskim vezama. Primjećujemo da sumpor odstupa od pravila okteta jer ima 12 elektrona u zadnjoj ljusci.

## Primjeri
Svi spojevi metala i vode (oblika {\displaystyle {\ce {[M(H2O)_{n}]^{X+}}}}) sadrže koordinacijsku kemijsku vezu kojom je metalni kation spojen za molekulu vode. Mnogi kompleksni spojevi često se povezuju koordinativnim vezama između središnjeg iona i liganda zbog pravilnog rasporeda liganda oko središnjeg iona. Umjesto zajedničkog elektronskog para u koji obje strane daju po jedan elektron, ligandi raspolažu s vlastitim nepodijeljenim elektronskim parom koji jednostrano ulažu u vezu sa središnjim ionom zbog međusobne elektrostatske privlačnosti. Time središnji ion elektronima popunjava prazne elektronske orbitale, postiže stabilniju elektronsku konfiguraciju i time nižu energiju.